# PADI4
La proteína arginina-deiminasa tipo IV también  conocida como PADI4, es una enzima que en humanos está codificada por el gen PADI4.

## Biología molecular
El gen en humanos se encuentra en el brazo corto del Cromosoma 1 cerca del telómero (1p36.13). Está localizado en la hebra Watson (plus) y tiene 55,806 pares de bases. La proteína está constituida por 663 aminoácidos con un peso molecular de 74,095 Da.

## Función
Este gen codifica para un miembro de la familia de enzimas responsables de la conversión de residuos de arginina a citrulina en proteínas. Este gen puede desempeñar un papel en el desarrollo de granulocitos y macrógagos que conduce a la inflamación y respuesta inmune.
La proteína puede ser encontrada en oligómeros y se une a 5 iones de calcio por subunidad. Cataliza la siguiente reacción:
- Proteína L-arginina + H2O = proteína L-citrulina + NH4+